# Tom Graham
Thomas Lawrence Graham (Los Angeles, 15 aprile 1950 – Denver, 30 maggio 2017) è stato un giocatore di football americano statunitense che ha militato nel ruolo di linebacker nella National Football League (NFL).

## Carriera universitaria
Al college Graham giocò a football a Oregon. Dal 1969 al 1971 fu la stella della difesa della squadra anche se fu spesso oscurato da campioni in attacco come Dan Fouts e Bobby Moore. In tre stagioni divenne il leader di tutti i tempi dell'istituto per tackle in carriera con 433, di cui 206 solo nella sua seconda stagione (in cui ebbe cinque partite con almeno 20 placcaggi). Graham conservò la sua miglior partita per ultima, quando disputò una delle migliori prestazioni della storia dei Ducks con 41 tackle (24 solitari), un fumble recuperato e un field goal bloccato. Fu premiato come All-American in tutte le tre stagioni ad Oregon.

## Carriera professionistica
Graham fu scelto nel corso del quarto giro (102º assoluto) del Draft NFL 1972 dai Denver Broncos. Vi giocò fino alla prima parte della stagione 1974, dopo la quale passò ai Kansas City Chiefs. Dal 1975 al 1977 militò nei San Diego Chargers e chiuse la carriera nel 1978 con i Buffalo Bills.

## Vita privata
Era il padre di Daniel Graham, anch'egli ex giocatore della NFL nel ruolo di tight end, vincitore di due Super Bowl con i New England Patriots.